# 鄭慶
鄭慶（1487年—？），字有章，號石梁，福建福州府長樂縣人，民籍，明朝政治人物。

## 生平
福建鄉試第十五名。嘉靖八年（1529年）己丑科二甲二十七名進士。曾任滁州知州。官至布政司參議。

## 家族
曾祖鄭永昭；祖父鄭伯容；父鄭孔信，封戶部主事。母卓氏（贈安人）；繼母林氏。慈侍下。弟鄭憲，刑部主事。